# Hirundichthys rondeletii

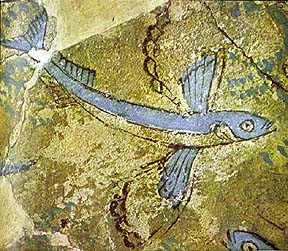
Fresco de la edad de bronce en la isla de Milos, probablemente esta especie.

El pez volador de ala negra, pez volador de alas negras o golondrina de mar (Hirundichthys rondeletii) es una especie de pez beloniforme de la familia Exocoetidae.
Es pescado para su comercialización en los mercados, en los que alcanza un precio medio.

## Anatomía
Su longitud máxima normal es de unos 20 cm, aunque se han descrito tamaños máximos de hasta 30 cm. No tiene espinas en las aletas, con numerosos y largos radios blandos, 12 en la aleta anal y 12 en la aleta dorsal; el color del cuerpo es oscuro, azul iridiscente por encima y blanco plateado por debajo para camuflarse con el cielo cuando salta fuera del agua; las aletas dorsal y caudal son grises y el resto de las aletas hialinas.

## Distribución
Especie cosmopolita distribuida ampliamente por aguas subtropicales de todos los océanos, el mar Caribe y el mar Mediterráneo. En las costas de la península ibérica se encuentra en las costas mediterráneas y en la mitad sur de las atlánticas.

## Hábitat y biología
Es una especie pelágica oceanódroma que vive en la superficie, donde es capaz de saltar largos recorridos fuera del agua.